# Sonic the Hedgehog (videoigra, 1991)
Sonic the Hedgehog (Angleško dobesedno Ježek Sonic) je prva računalniška igra istoimenske franšize japonskega podjetja Sega. Izšla je leta 1991 za konzolo Sega Mega Drive. Skozi leta je igra doživela več ponovnih izdaj za različne konzole, večkrat pa se je pojavila v uradnih kompilacijah, nazadnje leta 2022 v kompilacijski igri Sonic Origins.
Po uspehu igre sta leta 1992 in 1993 izšli nadaljevanji Sonic the Hedgehog 2 in Sonic CD. Igri sta se razvijali istočasno in ločeno; Sonic the Hedgehog 2 v ZDA, Sonic CD pa na Japonskem.

## Zgodba
Dr. Robotnik se odpravi na Južni otok z namenom, da zbere šest Smaragdov Kaosa, kristalov velike moči, s katerimi bi tiransko zavladal svetu. Kamorkoli pride lovi živali vseh vrst, katere uporablja kot gonilno silo za svoje robote, badnike. Za Robotnikov načrt izve najstniški ježek modre barve Sonic, ki se takoj odpravi na omenjeni kraj z namenom, da noremu doktorju prekriža načrte.

### Liki
- Ježek Sonic
- Doktor Robotnik

## Potek igre
Sonic Robotniku sledi skozi 6 con, ki so razdeljene v posamezna dejanja (največ 3, najmanj 2). V sedmi coni, Scrap Brain, se Sonic in Robotnik še zadnjič spopadeta. Poraženi Robotnik v svojem letečem vozilu zapusti otok.
V vsaki coni igralec spotoma pobira obroče moči. Če igralcu uspe do konca cone zbrati in obdržati vsaj 50 obročev dobi možnost igranja v posebni coni. V posebni coni mora igralec Sonica s previdnim kotaljenjem pripeljati do Smaragda Kaosa. Če igralcu uspe zbrati vseh šest smaragdov se po zaključni špici prikaže Robotnik, ki jezno skače po napisu End (Konec). V nasprotnem primeru si bo Robotnik nasmejano podajal Smaragdov Kaosa iz ene v drugo roko, napis pod njim pa se bo glasil Try Again (Poskusi ponovno).